# 圣奥尔本斯 (缅因州)
圣奥尔本斯（英語：St. Albans），是一个美國城镇，位於缅因州萨默塞特郡。根據2010年的人口普查，當地的人口為2 005人。

## 地理
根据美国人口普查局，该镇的总面积為47.10平方英里（121.99平方）。

### 2010年人口普查
根據2010年人口普查，當地人口為2 005人，共806个家庭，其中有576个家庭居住在镇裏。